# 吳芷靖
吳芷靖（英語：Clary Wu，1999年11月25日—），福建厦门人，「2024香港小姐競選」第四名及「現場我最喜愛佳麗」得主。

## 背景
吳芷靖在福建厦门出生长大，初中跟随母亲移居香港，毕业后前往美国升读高中，后於加州大學爾灣分校修读商业经济学，後在美國普瑞特藝術學院取得藝術与文化管理碩士学位。毕业后任職文化製作人，現就讀香港大學碩士課程。2024年，吳芷靖參選「2024香港小姐競選」並入圍十五強，先於9月1日獲選「現場我最喜愛佳麗」獎項。後於9月15日舉行的決賽中，於才藝表演環節表演舞劍時不慎失手飛劍落地，最終取得第四名。

## 事件

### 與應屆港姐亞軍對話紀錄截圖流出
港姐決賽後，網上曾流傳一張吳芷靖與應屆港姐亞軍梁嘉莹的微信對話紀錄截圖，內容顯示梁挖苦及譏諷吳不須為落選而氣餒，明年可再參選並「買個冠軍」。對諸此指控及傳聞，梁在出席當選港姐後的領獎活動時一一否認。
2024年9月26日，吳芷靖出席慈善晚宴後接受傳媒訪問時，承認網上流出她與梁嘉莹之有關對話記錄截圖屬實，但不回應截圖如何流出，並表示二人已沒有聯絡。 後於10月2日，二人一同出席由無綫電視安排的港姐慶功宴，並有於活動上合照。

## 演出作品

### 電視節目（無綫電視）
| 首播   | 作品                 | 備註                                             |
| ------ | -------------------- | ------------------------------------------------ |
| 2024年 | 2024香港小姐競選決賽 | 參賽者、殿軍（第四名）、「現場我最喜愛佳麗」得主 |

## 曾獲獎項與提名
| 年份   | 頒獎單位         | 獎項             | 作品   | 結果 |
| ------ | ---------------- | ---------------- | ------ | ---- |
| 2024年 | 2024香港小姐競選 | 殿軍（第四名）   | 不適用 | 獲獎 |
| 2024年 | 2024香港小姐競選 | 現場我最喜愛佳麗 | 不適用 | 獲獎 |

## 外部連結
- 吳芷靖的Instagram帳戶
- 吳芷靖的新浪微博
- www.clarywu.com